# Speed metal
 Der er for få eller ingen kildehenvisninger i denne artikel, hvilket er et problem. Du kan hjælpe ved at angive troværdige kilder til de påstande, som fremføres i artiklen.

Speed metal eller hurtigmetal er en undergenre af heavy metal, som opstod i starten af 1980'erne, og var den direkte musikalske forgænger for thrash metal. Da speed metal kom frem som genre, øgede den det tempo som var blevet brugt af heavy metal-bands som Judas Priest, Black Sabbath og Deep Purple, mens den fastholdt den melodiske tilgang som disse band havde. Mange af speed metals elementer har rødder i den musik som blev spillet af de britiske NWOBHM-bands mens den fusionerede deres stilistiske elementer med musikken fra 70'er-punk.
Begrebet speed metal er blevet specificeret og inddelt i andre begrebet under heavy metal (typisk thrash metal, power metal og, i mindre grad, sortmetal) og efterfølges ofte at sådanne begreber når en kunstners lyd eller stil defineres specifikt.  Begrebet 'speed metal' blev også brugt i meget bred forstand af nogle glam metal og NWOBHM-bands i 1980'erne. Mange japanske bands fra 1980'erne frem til nu kan også beskrives som speed metal, hovedsageligt på grund af X Japans store succes.

## Historie

### Oprindelse
Speed metals egentlige oprindelse er svær at udpege – hovedsageligt fordi den ikke blev fuldt opfattet som en undergenre af heavy metal før starten af 1980'erne. Nogle betragter dog Deep Purple's Highway Star fra deres album Machine Head fra 1972 som den allerførste speed metal-sang. Highway Star introducerede riffs med en tone af gangen spillet i et hurtigt tempo, samt de komplekse guitar- og keyboardsoli (spillet af hhv. Ritchie Blackmore og Jon Lord) som var lånt af 1970'ernes progressive rock, men stærkt inspireret af klassisk musik. Disse egenskaber blev senere associeret med flere moderne heavy metal genrer, men var på det tidspunkt typisk for speed metal.
Der var tidligere forsøg med en lignende stil, deriblandt Black Sabbath's Paranoid fra albummet Paranoid fra 1970 og Deep Purples egen Speed King fra In Rock (1970) og Fireball fra Fireball (1971).[kilde mangler] Et andet eksempel på speed metal er Queen-sangen Stone Cold Crazy fra albummet Sheer Heart Attack fra 1974.[kilde mangler]

### Genrens udvikling
Selvom Judas Priest ikke udgav et helt speed metal-album før Painkiller i 1990, indeholdt mange af deres tidlige album speed metal-sange.[kilde mangler] Et eksempel er sangen "Exciter" fra albummet Stained Class fra 1978. Disse sange havde en enorm indflydelse på speed metal-eksplosionen i 1980'erne.[kilde mangler]
Motörhead tilføjede primitive speed metal-elementer til deres form for heavy metal siden deres start i midten af 1970'erne, og udviklede senere deres karakteristiske speed metal-stil med klassiske udgivelser såsom Overkill fra 1979 og Ace of Spades fra 1980. Sangen "Overkill" fra det første af de to er blandt de første eksempler på vedvarende og hurtig dobbeltbas brugt i en metalsang – teknikken ville senere blive standard for mange forskellige metalgenrer.[kilde mangler]
Nyere bands begyndte også at komme frem på scenen. NWOBHM-bevægelsen havde nået sit højdepunkt på dette tidspunkt, og mange bands tog speed metal til sig, deriblandt Venom, som kombinerede Motörheads stil med en rå atmosfære. NWOBHM-bands såsom Iron Maiden og Raven producerede også en række speed metal-sange. Iron Maidens "Aces High" og "Invaders" er eksempler på dette.[kilde mangler]
Det tyske heavy metal-band Accept introducerede også speed metal-elementer i deres lyd ved årtiets begyndelse. Sangen "Fast As A Shark" fra deres album Restless and Wild fra 1982 er et eksempel på Accepts speed metal-idéer, og er også kendt for sin hurtige dobbeltbas. Accepts indflydelse på den tyske heavy metal-scene var uden tvivl stor. Bands såsom Running Wild, Grave Digger, Helloween, Rage og Paradox byggede på Accepts hurtige tempo for at danne grundlaget for tysk speed metal.
Bands som senere ville udvikle sig til thrash metal havde oprindeligt deres rødder i speed metal. Slayers debutalbum Show No Mercy, Metallica's debutalbum Kill 'Em All, Anthraxs debutalbum Fistful of Metal, Megadeths debutalbum Killing Is My Business... And Business Is Good! og Overkills debutalbum Feel the Fire, såvel som mange andre tidlige album af thrash metal-bands, indeholdt speed metal-elementer (inspireret af NWOBHM) som blev kombineret med arketypiske thrash metal-riffs.[kilde mangler] Disse bands ville senere lade thrashen dominere deres musik, hvilket resulterede i en eksplosion af thrash metal i midten af 1980'erne.
Flere bands koncentrerede sig dog om at forbedre deres speed metal-lyd i stedet for at bevæge sig i en ny musikalsk retning. Eksempler herpå er Agent Steel og Exciter, to bands som, på det tidspunkt, valgte at blive ved med at spille speed metal.
Efter deres speed metal-debut Walls Of Jericho banede Helloween langsomt vejen for hvad power metal senere ville blive med udgivelsen af de to album Keeper of the Seven Keys, Part I og II, i 1987 og 1988. Modulering og temposkift blev pludselig tydelige i flere sange med skift mellem hurtige, dynamiske dele og langsommere, og derfor mere atmosfæriske, dele. Episke passager blev introduceret og den generelle intensitet var nedtonet.
I 1990 udgav Judas Priest albummet Painkiller, som på mange måder var pure speed metal.[kilde mangler] I stedet for at mikse flere forskellige musikalske idéer, valgte bandet at lave et helt album udelukkende dedikeret til speed metal.

### 2000'erne
I 2000'erne er speed metal langt mindre populært end i 1980'erne. De mest betydningsfulde speed metal-bands er dem som er fortsat med at producere speed metal siden dengang, og mere moderne bands som er voldsomt påvirket af Judas Priests Painkiller-album. Blandt betydningsfulde moderne bands som spiller speed metal er Gamma Ray, som udgav albummet Powerplant i 1999, Stormwarrior, Iron Savior, Rage, Agent Steel, Cage, DragonForce, Temple of Blood og Primal Fear.
Da speed metal var spydspidsen i det, der senere ville blive power metal og thrash metal overlapper disse genrer ofte hos bands som siges at have rødder i speed metal. Dette har nogle gange ført til forvirring hvor folk ofte har opfattet speed metal som et synonym for thrash metal.

## Speed metal-album
Nogle eksempler på speed metal-album er:
- Accepts Breaker[6]
- Anthrax Fistful of Metal[7]
- Blind Guardians Battalions of Fear[8]
- Bulldozers The Day of Wrath[kilde mangler]
- Deliverances Weapons of Our Warfare
- Exciters Heavy Metal Maniac[kilde mangler]
- Flotsam and Jetsams Doomsday for the Deceiver[9]
- Gamma Rays Powerplant[10]
- Grave Diggers The Reaper[kilde mangler]
- Helloweens Walls Of Jericho[kilde mangler]
- Iced Earths Iced Earth[kilde mangler]
- Iron Angels Hellish Crossfire[kilde mangler]
- Judas Priests Painkiller[kilde mangler]
- Metallicas Kill 'Em All[kilde mangler]
- Motörheads Ace of Spades[kilde mangler]
- Rages Perfect Man[kilde mangler]
- Riots Thundersteel[kilde mangler]
- Running Wilds Gates To Purgatory[kilde mangler]
- Savage Graces Master of Disguise[kilde mangler]
- Slayers Show No Mercy[kilde mangler]
- Temple of Bloods Prepare for the Judgement of Mankind[kilde mangler]
- X Japans Blue Blood[kilde mangler]